# Il gatto con le bollicine
Il gatto con le bollicine (Polka-Dot Puss) è un film del 1949 diretto da William Hanna e Joseph Barbera. È il trentanovesimo cortometraggio della serie Tom & Jerry, distribuito il 26 febbraio del 1949 dalla Metro-Goldwyn-Mayer.

## Trama
Mammy Due Scarpe deve mettere Tom a dormire nel giardino di casa, ma questi, per evitare di dormire al freddo per via di un forte temporale, finge di avere il raffreddore, in modo che possa rimanere all'interno. I suoi piani funzionano e Mammy decide di mettere Tom a dormire al caldo, dicendogli comunque che se si fosse trattata di una bugia gli avrebbe lavato i denti con del sapone da bucato. 
Jerry assiste alla scena e inizia a far vittima Tom dei suoi scherzi, fino a dipingergli con della vernice rossa dei pallini sul viso, inducendolo a credere di aver preso il morbillo. Tom chiede aiuto a Jerry, ma il topo nemico lo cura utilizzando tecniche massacranti: lo fa gelare nel frigo, lo cuoce nel forno e gli fa una doccia fredda. A causa però di quest'ultimo metodo, la vernice sulla fronte di Tom si scioglie e il gatto scopre lo scherzo. Presa una spada, Tom si appresta per uccidere Jerry, ma quando se lo ritrova dinanzi nota che ha preso il morbillo per davvero, finendo per contagiarsi. Così i due amici nemici sono costretti a stare in quarantena per il morbillo, rimanendo chiusi in casa.